# Рошешуар, Жан-Луи-Роже де
Маркиз Жан-Луи-Роже де Рошешуар (фр. Jean-Louis-Roger de Rochechouart; 1 февраля 1717, Орвиль — 13 мая 1776, Париж) — французский военный деятель.

## Биография
Второй сын Шарля де Рошешуара, графа де Клермона, и Франсуазы де Монтескью.
Шевалье, затем маркиз де Рошешуар.
Прапорщик Анжуйского пехотного полка (21.04.1730), затем лейтенант (21.10.1733). 
В 1733 году участвовал в осадах Гьяра-д'Адды, Пиццигеттоне и Миланского замка.
2 января 1734 получил роту, которой командовал при осадах Тортоны, Новары, Серравалле, атаке Коломо, битве при Парме, осаде Мирандолы, в 1735-м при осадах Ревере, Реджо и Гонзаги.
В ходе войны за Австрийское наследство участвовал во взятии Праги (1741), битве при Сахаи, снабжении Фрауэнбурга, отступлении из Праги (1742).
В 1743 году принимал участие в атаке укреплений Шато-Пона на пьемонтской границе, в апреле 1744 — во взятии Монтальбана, Ниццы и Вильфранша. 7 мая стал майором своего полка. В кампанию того года участвовал в осаде Шато-Дофена, осаде и взятии Демонте, осаде Кунео и битве при Мадонна-дель-Ольмо.
В 1745 году участвовал во взятии укреплений в долине Штуры, осадах Тортоны, Новары, Серравалле, Акви, бою при Рефудо, осадах и взятии Павии, Пьяченцы, Валенцы, Алессандрии и Казале, в 1746-м в осаде Тортоны и битве при Пьяченце.
Подполковник (20.07.1746), командовал полком в битве при Тидоне, обороне Прованса, оказании помощи Антибу, взятии Монтальбана, Ниццы, Вильфранша и Вентимильи, помощи осажденной Вентимилье и двух боях под ее стенами (1747). В феврале 1748 снова назначен в Итальянскую армию, в которой служил до заключения мира.
10 мая 1748 произведен в бригадиры. В 1756 году служил в лагере в Кале.
С началом Семилетней войны 1 марта 1757 был направлен в Германскую армию, участвовал в сражении при Хастенбеке, взятии Миндена и Ганновера, марше на Целль.
В 1758 году участвовал в битве при Крефельде, в 1759-м при Миндене, в 1760-м в делах под Корбахом и Варбургом. 20 февраля 1761 произведен в лагерные маршалы, оставил командование полком, переименованным к тому времени в Аквитанский. Оказавшись в окружении в Касселе, внес вклад в оборону города. Командовал вылазкой 7 марта, в ходе которой засыпал параллель, проник во вражеский лагерь и сжег его, заклепал 6 орудий, разбил лафеты, сжег запасы снаряжения, после чего вернулся в город, взяв пленными двух офицеров и 201 солдата. До конца войны служил в Германской армии.
В 1765 году был произведен в генерал-лейтенанты. Был губернатором Перонны, главнокомандующим в Провансе и менином дофина.
В 1768 году от имени короля принял во владение Конта-Венессен, в качестве репрессалии в отношении герцога Пармского.
На церемонии коронации Людовика XVI 11 июня 1775 был одним из четырех заложников Святой стеклянницы. 13 июня был пожалован в рыцари орденов короля. Цепь ордена Святого Духа получил 1 января 1776.
Умер в том же году, не успев получить обещанную должность маршала Франции.

## Семья
Жена (3.06.1751): Шарлотта-Франсуаза Фолькон де Ри, придворная дама дочерей Людовика XV (Mesdames) (1751), дочь Жана-Гастона Фолькона де Ри, графа де Шарлеваль, и Шарлотты-Франсуазы де Скорьон де Фортель. Брак бездетный